# Macrosiphum potentillicaulis
Macrosiphum potentillicaulis är en insektsart. Macrosiphum potentillicaulis ingår i släktet Macrosiphum och familjen långrörsbladlöss. Inga underarter finns listade i Catalogue of Life.